# Gens Vocònia
La gens Vocònia fou una gens romana plebea originària d'Arícia.
Personatges destacats de la família foren:
- Quint Voconi Saxa, tribú de la plebs el 169 aC i autor de la llei Voconia.
- Quint Voconi Nasó, pretor del segle i